# Rayan Touzghar
Rayan Touzghar (en arabe : ريان توزغار), né le 27 octobre 2003, est un footballeur marocain qui évolue au poste de milieu de terrain au Pau FC.

## Biographie

### Débuts et formation
Rayan Touzghar, né le 27 octobre 2003, débute le football en France aux côtés de l'AC avignonnais puis le SC Orange. Il revient l'année suivante à l'AC avignonnais, puis à l'US Le Pontet, au Marignane GCB FC et au Nîmes Olympique. Il s'engage au Toulouse FC en 2021 où il dispute notamment trente-deux matchs pour quatre buts et une passe décisives en National 3 durant deux saisons.

### EA Guingamp
Le 11 juillet 2023, Rayan Touzghar s'engage avec l'équipe réserve l'EA Guingamp où il dispute vingt-six matchs pour trois buts en National 2 puis en National 3 durant deux saisons.
Le 2 février 2024, Rayan Touzghar signe son premier contrat professionnel avec l'EA Guingamp pour une durée d'une saison et demi allant jusqu'en 2026.
Il fait ses débuts professionnels pour l'EA Guingamp le 16 août 2024, remplaçant Amadou Sagna lors d'une victoire quatre buts à zéro à domicile en Ligue 2 contre l'ESTAC Troyes.
Le 1er aout 2025, Rayan Touzghar qui n'était pas dans les plans de Sylvain Ripoll quitte libre l'EA Guingamp après deux saisons passés au club.

### Prêt à l'US Concarneau
Le 27 janvier 2025, Rayan Touzghar est prêté à l'US Concarneau sans option d’achat, pour une durée de six mois,. 
Le 31 janvier 2025, Rayan Touzghar joue son premier match avec l'US Concarneau lors d'une victoire deux buts à zéro contre Aubagne FC.
Le 14 mars 2025, lors de la 25e journée de National contre le FC Versailles 78, Touzghar inscrit ses deux premiers buts avec l'US Concarneau (victoire 4-2).

### Pau FC
Le 1er aout 2025, Rayan Touzghar s'engage librement au Pau FC, il paraphe un contrat de deux saisons avec une année en option, soit jusqu'en 2027.
Rayan Touzghar fait ses débuts avec le Pau FC, le 9 août 2025, lors de la 1ère journée de Ligue 2 contre le FC Annecy (victoire 2-0).

### Parcours en sélection
Rayan Touzghar est international junior marocain ayant joué pour le Maroc -20 ans pendant l'année 2022 pour un total de 2 matchs joués.

## Vie personnelle
Rayan Touzghar est le petit frère de Yoann Touzghar (Fin de carrière) et de Marouane Touzghar (FC Bagnols-Pont).

## Statistiques
| Saison                | Club                  | Championnat           | Championnat | Championnat | Championnat | Coupe(s) nationale(s) | Coupe(s) nationale(s) | Coupe(s) nationale(s) | Total | Total | Total |
| Saison                | Club                  | Division              | M.          | B.          | P.d.        | M.                    | B.                    | P.d.                  | M.    | B.    | P.d.  |
| 2021-2022             | Toulouse FC rés.      | National 3            | 19          | 4           | 0           | -                     | -                     | -                     | 19    | 4     | 0     |
| 2022-2023             | Toulouse FC rés.      | National 3            | 13          | 0           | 1           | -                     | -                     | -                     | 13    | 0     | 1     |
| Sous-total            | Sous-total            | Sous-total            | 32          | 4           | 1           | -                     | -                     | -                     | 32    | 4     | 1     |
| 2023-2024             | EA Guingamp rés.      | National 2            | 21          | 3           | 0           | -                     | -                     | -                     | 21    | 3     | 0     |
| 2024-2025             | EA Guingamp rés.      | National 3            | 5           | 0           | 0           | -                     | -                     | -                     | 5     | 0     | 0     |
| Sous-total            | Sous-total            | Sous-total            | 26          | 3           | 0           | -                     | -                     | -                     | 26    | 3     | 0     |
| 2024-2025             | EA Guingamp           | Ligue 2               | 4           | 0           | 0           | 2                     | 0                     | 0                     | 6     | 0     | 0     |
| 2024-2025             | US Concarneau (prêt)  | National              | 13          | 4           | 1           | -                     | -                     | -                     | 13    | 4     | 1     |
| Sous-total            | Sous-total            | Sous-total            | 17          | 4           | 1           | 2                     | 0                     | 0                     | 19    | 4     | 1     |
| 2025-2026             | Pau FC                | Ligue 2               | 2           | 0           | 0           | 0                     | 0                     | 0                     | 2     | 0     | 0     |
| Total sur la carrière | Total sur la carrière | Total sur la carrière | 77          | 11          | 2           | 2                     | 0                     | 0                     | 79    | 11    | 2     |